# Belton (Caroline du Sud)
Pour les articles homonymes, voir Belton.
Belton est une ville américaine du comté d'Anderson, située dans l'état de Caroline du Sud, aux États-Unis. Au recensement de 2020, la population y était de 4 335 habitants.

## Toponymie
Le nom de la ville fut donné en l'honneur du juge John Belton O'Neil, président du Columbia and Greenville Railroad.

## Histoire
La ville est incorporée en 1855, peu de temps après la complétion du réseau du rail entre Columbia et Charleston, dont le dépôt ferroviaire se situait à proximité. La population en 1860 y était de 183 hommes blancs libres et 30 esclaves.